# Andy Bishop
Andrew Jamie »Andy« Bishop, angleški nogometaš, * 19. oktober 1982, Cannock, Staffordshire, Anglija, Združeno kraljestvo.
Leta 2016 je bil igralec-trener pri klubu Southport. Predhodno je igral za Blackburn Roverse, Walsall, Kidderminster Harriers, Rochdale, Yeovil Town in York City.